# Línguas mixtecas

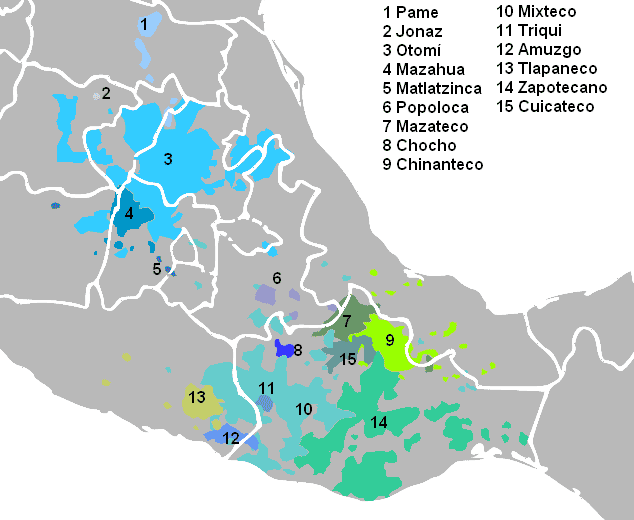
Línguas Mixtecas - nº 10, verde azulado, centro-sul

As línguas Mixtecas ou grupo de dialetos mixtecos pertencem à família das línguas otomanguanas do México e se relacionam às línguas triques e cucaltecas. São faladas por cerca de meio milhão de pessoas. A estimativa de quantos são os falantes e também os grupos de falantes mixtecos não é uma tarefa fácil, pois se trata de um complexo “continuum” de dialetos o que dificulta a real classificação linguística.  Dependendo do critério para diferenciar as diversas línguas, pode haver até cerca de 50 idiomas nesse grupo mixteca.

## História
A origem geográfica dos falantes das mixtecas é possivelmente o vale de Tehuacán (Puebla). Esse foi um dos locais onde se iniciou a agricultura do milho. Os milênios de presença de línguas otomangueana na região levantam essa possibilidade, pois ali havia muita atividade nessa domesticação do cereal, o que favoreceu que os habitantes do altiplano trocasse a vida de nomadismo pelo sedentarismo , levando ao desenvolvimento da civilização da Mesoamérica. Campbell e Kaufman defendem a hipótes que as línguas otomanguanas tenham começado a se dividir em outros grupos por volta de 100 a.C. As dificuldades para caracterizar as relações entre os oito subgrupos dessa família linguística tornam também difícil o detalhamento de quando e como se desenvolveram as línguas em questão.

## Distribuição

Distribuição das línguas mixtecas no estado de Oaxaca, mostrando línguas vizinhas

A localização tradicional dos falantes das mixtecas é a região conhecida como La Mixteca, que ocupa áreas dos estados de mexicanos de  Oaxaca, Puebla e Guerrero. Em função da emigração de pessoas dessa área, motivada principalmente pela extrema pobreza, as línguas mixtecas se espalharam pelas área de grandes cidadesdo México, principalmente no estado do México, na Cidade do México, em algumas áreas agrícolas como o vale de San Quintín, Baja California, em partes de Morelos e Sonora,e ainda nos Estados Unidos.

## Escrita
As línguas mixtecas usam o alfabeto latino sem as letras B, F, H, Q, W, Z; apresenta as formas Nd, Ng, Ñ e o I barrado.
O alfabeto latino adotada pela Academia da língua mixteca e mais tarde pelo Secretariado de Educação Pública (SEP), apresenta as seguintes letras:
| Alphabet of the Mixtecan Languages (ndusu tu'un sávi) |    |           |                | |
| Símbolo                                               | PA | Exemplo   | Significado    | Pronúncia aproximada |
| a                                                     | a  | andívi    | céu            | Similar ao Inglês a em father |
| ch                                                    | tʃ | chitia    | banana         | Como em Inglês ch em chocolate |
| d                                                     | ð  | de        | ele            | Como em Inglês th em father |
| e                                                     | e  | ve'e      | lar            | Como em Espanhol e em este |
| g                                                     | ɡ  | ga̱        | mais           | Como em Inglês g em go |
| i                                                     | i  | ita̱       | flor           | Como em Inglês iem machine |
| ɨ                                                     | ɨ  | kɨni      | porco          | Como o Russo ы ou Romeno î |
| j                                                     | x  | ji̱'in     | deve cair      | Como o jem Espanhol Mexicano |
| k                                                     | k  | kúmi      | quatro         | c duro, como em Inglês cool |
| l                                                     | l  | luu       | belo(a)        | Como em Espanhol l em letra |
| m                                                     | m  | ña'ma̱     | deve confessar | Como em Inglês m em mother |
| n                                                     | n  | kuná'ín   | deve cessar    | Como em Inglês n em no |
| nd                                                    | nᵈ | ita ndeyu̱ | orquídea       | Pronúnciado de forma similar a um n seguido por um d leve não-nasal |
| ng                                                    | ŋ  | súngo̱o    | assentar       | Como em Inglês ng em eating |
| ñ                                                     | ɲ  | ñuuyivi   | mundo          | Similar ao Espanhol ñ em caña, mas sem que a língua toque o palato duro. |
| o                                                     | o  | chiso     | cunhada        | Similar ao Inglês o em toe |
| p                                                     | p  | pi'lu     | peça, pedaço   | Similar ao Inglês p em pin |
| r                                                     | ɾ  | ru'u      | I              | por vezes é vibrante. |
| s                                                     | s  | sá'a      | astúcia        | Como em Inglês s em sit |
| t                                                     | t  | tájí      | deve enviar    | Como em Inglês t em tin |
| ts                                                    | ts | tsi'ina   | cãozinho       | Como ț em Romeno ou ц em Russo |
| u                                                     | u  | Nuuyoo    | México         | Como em Inglês u em tune |
| v                                                     | β  | vilu      | gato           | Similar ao Espanholv em lava |
| x                                                     | ʃ  | yuxé'é    | porta          | Como S inicial Inglês em English shop |
| y                                                     | ʒ  | yuchi     | poeira         | Como em Inglês ge em beige |
| '                                                     | ˀ  | ndá'a     | mão            | Quando uma vogal é glotalizada a mesma é pronunciada como se terminasse numa glotal oclusiva. Não é raro que uma vogal glotalizada tenha uma vogal não-glotalizada logo depois da primeira. |

## Fonologia
A fonologia das línguas proto-otomangueanas foi reconstruída pelos pesquisadores Robert Longacre e Calvin Rensch. São nove consoantes, quatro vogais e quatro tons.  Os grupos consonantais e os ditongos formados a partir dessa pequena quantidade de fonemas seria a origem dos fonemas dos subgrupos de línguas originados dessas proto-otomanguanas. As principais mudanças ocorridas na diversificação dos fonemas proto-otomangueanos em fonemas proto-mistecos são apresentadas a seguir.
| Proto-Otomangueanas | **t | **k | **kʷ | **s | **n | **y | **w | **nt | **nk | **nkʷ | **ns | **nn | **ny | **nw |
| Proto-Mixtecas      | *t  | *k  |      | *θ  |     | *y  | *w  | *ⁿd  | *ⁿɡ  | *ⁿɡʷ  | *ⁿɡʷ |      | *l   | *m   |

Rensch revisou o trabalho de reconstrução de Longacre. A revisão do inventário fonológico provável e descrição de algumas das propostas de Rensh foi feita com base nos cognatos das línguas mixtecas. Com esse estudo, Longrace propôs a nova reconstrução com 16 consoantes, com as mesmas quatro vogais e os quatro tons.
| Reconstrução do sistema de consoantes proto-mixtecos | Reconstrução do sistema de consoantes proto-mixtecos | Reconstrução do sistema de consoantes proto-mixtecos | Reconstrução do sistema de consoantes proto-mixtecos | Reconstrução do sistema de consoantes proto-mixtecos | Reconstrução do sistema de consoantes proto-mixtecos | Reconstrução do sistema de consoantes proto-mixtecos | Reconstrução do sistema de consoantes proto-mixtecos |
|                                                      | Labial                                               | Dental                                               | Alveolar                                             | Postalveolar                                         | Palatal                                              | Velar                                                | Glotal                                               |
| ---------------------------------------------------- | ---------------------------------------------------- | ---------------------------------------------------- | ---------------------------------------------------- | ---------------------------------------------------- | ---------------------------------------------------- | ---------------------------------------------------- | ---------------------------------------------------- |
| Obstruentes                                          |                                                      | *t *ⁿd                                               | *t *ⁿd                                               | *t *ⁿd                                               |                                                      | *k *kʷ *ⁿɡ *ⁿɡʷ                                      | *ʔ                                                   |
| Fricativas                                           |                                                      | *θ                                                   |                                                      |                                                      |                                                      | *x *xʷ                                               | *h                                                   |
| Aproximantes                                         |                                                      | *l                                                   | *l                                                   | *l                                                   | *j                                                   | *w                                                   |                                                      |
| Nasal//Oclusivas                                     | *m                                                   | *n                                                   | *n                                                   | *n                                                   |                                                      |                                                      |                                                      |
| Fonte: Rensch (1977): 59.                            |                                                      |                                                      |                                                      |                                                      |                                                      |                                                      |                                                      |

### Fonemas
É difícil uma apresentação simples dos fonemas mixtecos pelo fato de haver muita diversidade entre as línguas do grupo. Assim, análise sob prismas diferentes levaram a resultados diferentes. A fonologia dessas línguas parece decepcionar numa primeira vista por sua aparente simplicidade, mas se mostra bem mais interessante depois de melhor avaliada. a lista seguir apresenta tão somente as consoantes  e vogais mais comuns, as compartilhadas pelas diferentes línguas mixtecas. Não estão aí incluídos sons usados em palavras de línguas estrangeiras.
| Consonants of the Mixtec languages                         |          |          |             |             |          |          |                |                |         |         |       |        |  |  |  |  |  |
|                                                            | Bilabial | Bilabial | Interdental | Interdental | Alveolar | Alveolar | Palatoalveolar | Palatoalveolar | Palatal | Palatal | Velar | Velar  |  |  |  |  |  |
|                                                            | surda    | sonora   | surda       | sonora      | surda    | sonora   | surda          | sonora         | surda   | sonora  | surda | sonora |  |  |  |  |  |
| Plosiva                                                    | p        |          |             |             | t        |          |                |                |         |         | k, kʷ |        |  |  |  |  |  |
| Africada                                                   |          |          |             |             |          |          | tʃ             |                |         |         |       |        |  |  |  |  |  |
| Fricativa                                                  |          |          |             | δ           | s        |          | ʃ              |                |         |         | x     |        |  |  |  |  |  |
| Nasal                                                      |          | m        |             |             |          | n, nᵈ    |                |                |         | ɲ [j̃]1  |       |        |  |  |  |  |  |
| Aproximante                                                |          | w [β]    |             |             |          | l        |                |                |         | j [ʒ]   |       |        |  |  |  |  |  |
| Vibrante simples                                           |          |          |             |             |          | ɾ        |                |                |         |         |       |        |  |  |  |  |  |
| 1Mais comum e realmente uma aproximante palatal nasalizada |          |          |             |             |          |          |                |                |         |         |       |        |  |  |  |  |  |

| Vogais das línguas mixtecas  |          |          |         |         |           |           |
|                              | Anterior | Anterior | Central | Central | Posterior | Posterior |
| Fechada                      | i        |          | ɨ       |         | u         |           |
| Média                        | e        |          |         |         | o         |           |
| Aberta                       |          |          | a       |         |           |           |
| + nasalização e glotalização |          |          |         |         |           |           |

Nem todas as variantes mixtecas têm o /s/ sibilante. Algumas não apresentam  a fricativa interdental /ð/, outras não têm a fricativa velar /x/. Poucas apresentam a africada /ts/. Conforme alguns analistas, os sons  /m/  e  /w/ ([β]) são condicionados pela nasalização, como também o são as are /n/ e /nᵈ/, e ainda /ɲ/ e /j/ ([ʒ]).

### Tons
Uma das principais características dos idiomas mixtecos é o fato de serem línguas tonais como ocorre com todas demais línguas otomanguanas. Mesmo com a grande significância dos tons, tem ocorrido muitas análises divergentes quanto a essa característica dentre as línguas.
. Algumas das mixtecas apresentam complexo Sândi tonais. . Uma língua mixteca, a trique, tem um dos mais complexos sistemas tonais do mundo, sendo que uma das suas variedades, o trique  Chicahuaxtla, apresenta segundo alguns analistas dez tond pelo menos, mas há outros que identificaram dezesseis tons.
A versão mais comum distingue pelo menos três tons diferentes: Alto, Médio, Baixo, os quais podem ser usado para marcar diferentes léxicos:
Kuu [kùū] Ser
Kuu [kūù] Morrer
Em algumas variantes mixtecas, o tom pode ser usado gramaticalmente uma vez que as vogais  ou mesmo sílabas completas com as quais os tons eram associados se havia perdidos historicamente. Nos sistemas práticos de escrita a representação do tom pode ter formas diversas. Não deve haver geralmente uma carga alta de tom, embora em algumas das mixtecas o tom seja a única indicação para diferentes aspectos , como a indicação de afirmação em verbos negativos.

## Amostra de texto
Taka ma ñayi nguiakoi ñayivi ñatu na ja'a tnu'u ja kusa'a ndeva'ña-i, su'uva kajito va'aña-i, yuka ku ja jiniñu'u ja kukototna-i.
Português
Todos os seres humanos nascem livres e iguais em dignidade e direitos. São dotados de razão e consciência e devem agir em relação uns aos outros com espírito de fraternidade. (Artigo 1º - Declaração Universal dos Direitos Humanos')